# سنن الدارقطني
سنن الدارقطني هو كتاب ألفه أبو الحسن الدارقطني وجمع فيه الأحاديث الضعيفة والمضطربة ويعد هذا الكتاب من أشهر الكتب الحديثية في معرفة علل الأحاديث وغريبها.

## منهج الدارقطني في تصنيفه للكتاب
لم يكن الدارقطني في كتابه هذا ليجمع الأحاديث هكذا كيفما اتفق، ولكنه كان يورد منها ما انبنى عليه خلاف فقهي، يورده ويتكلم فيه، وكان غالب مايذكره منها الضعيف والشاذ، ويعقبه بنقده وبيان سبب ضعفه وعلته، فهو أقرب، لأن يكون كتاب علل مرتبا على نسق السنن، ويظهر أن الدارقطني أراد من كتابه هذا بيان درجة الأحاديث، التي تتعلق بالمسائل الفقهية، وأنها لا تصلح للاحتجاج، وماورد في كتابه هذا من الأحاديث الصحيحة فهو يذكرها لأنها تخالف الأحاديث التي ضعفها، فهو يستدل بها لتضعيف ماضعفه، لا للاحتجاج بها وربما يرجع ذلك -والله أعلم، إلى أنه رأى من الضروري أن يخرج عن النمط الذي كان سائدا قبله من إيراد الأحاديث التي تختص بالأحكام دون الاعتناء ببيان
الضعيف لتجتنب، وهو أمر تجدر العناية به أكثر من غيره، لأن الحديث الضعيف لا يؤخذ به في الأحكام الشرعية.

## كتاب السنن
إن كلمة السنن تنصرف عند المحدثين إلى الكتاب الذي يجمع فيه المحتج به في منهج مؤلفه من السنن المروية عن رسول الله والمعتبر به مما يصلح للاحتجاج والشواهد الذي هو الأصل المقصود بهذا النوع من التصنيف، قال ابن حجر العسقلاني: ولأن أصل وضع التصنيف للحديث على الأبواب أن يقتصر فيه على مايصلح للاحتجاج أو الاستشهاد بخلاف من رتب على الأسانيد فإن أصل وضعه مطلق للجمع.
| سنن الدارقطني | وهي في اصطلاحهم الكتب المرتبة على الأبواب الفقهية من الإيمان والطهارة والصلاة والزكاة، وليس فيها شيء من الموقوف، لأن الموقوف لا يسمى في اصطلاحهم سنة، ويسمى حديثا. | سنن الدارقطني |

قال شيخ الإسلام ابن تيمية عن كتاب السنن للدراقطني: (قصد به غرائب السنن، ولهذا يروي فيه من الضعيف والموضوع، مالا يرويه غيره وقد اتفق أهل العلم بالحديث على أن مجرد العزو إليه لا يبيح الاعتماد عليه).